# Crevant-Laveine
Crevant-Laveine település Franciaországban, Puy-de-Dôme megyében. Lakosainak száma 964 fő (2022. január 1.). Crevant-Laveine Bulhon, Culhat, Dorat, Joze, Luzillat, Maringues, Noalhat, Orléat és Vinzelles községekkel határos.

## Népesség
A település népességének változása:
| Lakosok száma | 958  | 971  | 991  | 967  | 962  | 963  | 968  | 960  | 964  |
|               | 2013 | 2015 | 2016 | 2017 | 2018 | 2019 | 2020 | 2021 | 2022 |